# Terniv, Jovkva
Terniv (în ucraineană Тернів) este un sat în comuna Mokrotîn din raionul Jovkva, regiunea Liov, Ucraina.

## Demografie
Componența lingvistică a localității Terniv
     Ucraineană (99,13%)
     Alte limbi (0,87%)
Conform recensământului din 2001, majoritatea populației localității Terniv era vorbitoare de ucraineană (99,13%), existând în minoritate și vorbitori de alte limbi.